# Resolutie 84 Veiligheidsraad Verenigde Naties
Resolutie 84 van de Veiligheidsraad van de Verenigde Naties werd aangenomen op 7 juli 1950.
De resolutie werd aangenomen met zeven stemmen tegen nul, met onthoudingen van Egypte, India en Joegoslavië en met de afwezigheid van de Sovjet-Unie.

## Achtergrond
Eind juni 1950 was het communistische en door de Sovjet-Unie gesteunde Noord-Korea het meer democratische en door de Verenigde Staten gesteunde Zuid-Korea binnengevallen en had het grotendeels veroverd.
Resolutie 82 riep Noord-Korea op om de oorlog te stoppen en zich terug te trekken, maar dit bleek gericht aan dovemansoren. Naar aanleiding van de oproep in resolutie 83 ontstond er grote internationale steun voor Zuid-Korea. Die steun werd nu samengebundeld in een militair commando.

## Inhoud
De Veiligheidsraad had bepaald dat de militaire aanval van Noord-Korea op Zuid-Korea een inbreuk was op de vrede. Alle VN-lidstaten werden aangespoord om Zuid-Korea te steunen bij het afweren van de aanval en het herstellen van de internationale vrede en veiligheid in de regio.
De Veiligheidsraad verwelkomde de snelle en gedegen steun die de resoluties 82 en 83 kregen van de VN-leden. Verwezen werd naar het aanbod tot hulp aan Zuid-Korea dat de VN kreeg van de VN-lidstaten. Gevraagd werd dat alle landen die militaire en andere steun boden deze beschikbaar zouden maken voor het gezamenlijke commando onder de Verenigde Staten.
De veiligheidsraad vroeg de VS een commandant aan te wijzen van dit commando. Toegestaan werd dat het commando naast de nationale vlaggen ook de vlag van de Verenigde Naties hanteerde. De VS werd gevraagd aan de Veiligheidsraad te rapporteren over het verloop van de door het commando ondernomen acties.

## Nasleep
De Verenigde Staten benoemden generaal Douglas MacArthur tot bevelhebber van het commando. Hij werd in 1951 weer ontheven uit deze functie, nadat hij had voorgesteld een atoombom te gebruiken tegen de Volksrepubliek China die Noord-Korea steunde.

## Verwante resoluties
- Resolutie 82 Veiligheidsraad Verenigde Naties vroeg Noord-Korea zich terug te trekken.
- Resolutie 83 Veiligheidsraad Verenigde Naties raadde de VN-lidstaten aan Zuid-Korea te steunen.
- Resolutie 85 Veiligheidsraad Verenigde Naties vroeg noodhulp voor de Koreaanse bevolking.
- Resolutie 88 Veiligheidsraad Verenigde Naties vroeg Chinese vertegenwoordiging bij de discussie over een rapport van het commando.

Lijst ·  79 ·  80 ·  81 ·  82 ·  83 ·  84 ·  85 ·  86 ·  87 ·  88 ·  89